# 實龍崗河
實龍崗河（Sungei Serangoon），位於新加坡東北區的一條河流，長8 km（5.0 mi），源於淡賓尼路（Tampines Road）附近的人工河道，流經後港，在盛港與雙溪檳榔河（Sungei Pinang）合流，隨後於羅弄哈魯士與雙溪布魯卡河（Sungei Blukar）合流，最後流入實龍崗港口。自2011年，實龍崗河已經被改建為實龍崗蓄水池（Serangoon Reservoir）。

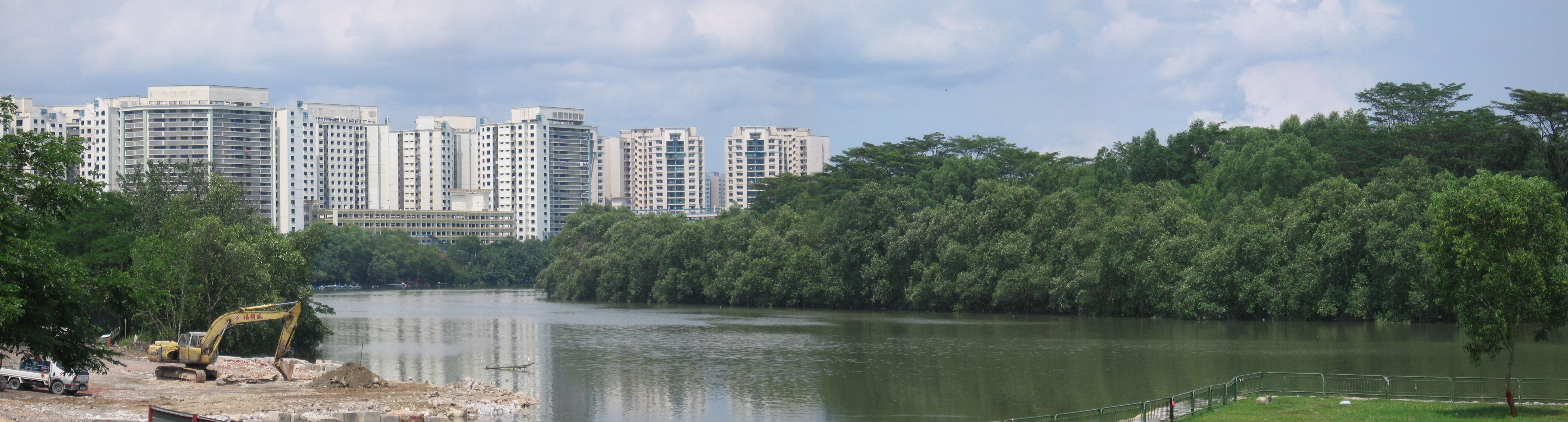